# Tamalameque (kommun)
Tamalameque är en kommun i Colombia.   Den ligger i departementet Cesar, i den norra delen av landet, 500 km norr om huvudstaden Bogotá. Antalet invånare är 14 046. Arean är 511 kvadratkilometer.
Terrängen i Tamalameque är huvudsakligen platt, men österut är den kuperad.